# Джон Террі
Джон Джордж Те́ррі (англ. John George Terry; нар. 7 грудня 1980, Лондон, Англія) — колишній англійський футболіст, центральний захисник. П'ятиразовий чемпіон Англії у складі «Челсі» (2005, 2006, 2010, 2015, 2017), найрезультативніший захисник в історії цього клубу. Террі був визнаний найкращим захисником Ліги чемпіонів УЄФА у сезоні 2004—2005 і 2007—2008 років. Гравець 2005 року за версією футболістів Професійної футбольної асоціації. Входив до символічної збірної світу за версією ФІФА чотири роки поспіль: 2005, 2006, 2007 і 2008.
Фіналіст Ліги чемпіонів 2007/08 — в серії пенальті проти «Манчестер Юнайтед» Джон не реалізував вирішальний пенальті, послизнувшись на мокрому газоні. Якби він забив, «Челсі» здобув би титул.

## Біографія

### Дитинство та юність
Террі народився в Баркінгу, східному районі Лондона, в дитинстві відвідував загальноосвітню школу в Істбарі. Футбольну кар'єру Террі почав у «Сенрабі», аматорському клубі, що брав участь у Недільній футбольній лізі. В іграх за цей аматорський клуб відзначилося багато нинішніх зірок Прем'єр-ліги, таких, як Сол Кемпбелл, Лі Бойєр, Джермейн Дефо, Ледлі Кінг, Пол Конческі (з ним згодом одружилася сестра Джона) та інші. До того, як потрапити в систему підготовки молоді в «Челсі» у 14 років, він грав за клубні молодіжної і резервної команди в ролі півзахисника. Однак через брак центральних захисників він перейшов в оборону, на свою теперішню позицію.

### «Челсі»

#### Перші сезони
Террі дебютував в основному складі клубу 28 жовтня 1998 року в матчі Кубка англійської Ліги з «Астон Віллою». Матч завершився внічию, а сам Джон вийшов на заміну в кінцівці матчу. Вперше в стартовому складі він вийшов у цьому ж сезоні, в матчі третього раунду розіграшу Кубка Англії, коли «Челсі» переміг «Олдхем Атлетік» з рахунком 2:0. Потім була річна оренда в «Ноттінгем Форест», де Джон отримував досвід гри в основному складі клубу. 2002 року він потрапив у неприємну історію в одному з нічних клубів Лондона з партнером по «Челсі» Джоді Морісом і гравцем «Вімблдону» Десом Бірном. Він був звинувачений в образі та бійці з охоронцями нічного клубу. Пізніше з Джона були зняті всі звинувачення. На час розслідування справи він був тимчасово відсторонений Англійською Федерацією футболу від участі в міжнародних матчах збірної. До цього Джон, як і Френк Лемпард, Джоді Морріс, Ейдур Гудйонсен і Френк Сінклер, у вересні 2001 року був оштрафований на дві тижневі зарплати за те, що вони в п'яному вигляді знущалися над американськими туристами практично відразу після атаки терористів на ВТЦ 11 вересня 2001 року.

#### В основному складі
Террі почав регулярно виходити в стартовому складі клубу в сезоні 2000/01 років. Він з'явився на полі в 23 матчах і був вибраний гравцем року за результатами голосування гравців «Челсі». Він продовжував прогресувати в наступному сезоні, ставши основним захисником клубу. Його партнером в центрі захисту був капітан клубу і збірної Франції Марсель Десаї.
Вперше капітанську пов'язку Джон примірив 5 грудня 2001 року в матчі чемпіонату проти клубу «Чарльтон Атлетик». «Челсі» дістався фіналу Кубка Англії, вигравши у своїх принципових суперників по лондонських дербі «Вест Хемом» і "Тоттенхемом у четвертому та шостому раунді розіграшу Кубка, відповідно, а також обігравши в півфіналі «Фулхем» 1:0. Єдиний гол у цій зустрічі був на рахунку Джона Террі.
Однак через отруєння він не зміг вийти в стартовому складі в фінальному матчі Кубка Англії 2001—2002, але знайшов у собі сили вийти на поле у другому таймі. «Челсі», втім, це не допомогло — вони програли суперникам з «Арсеналу» 2:0.

#### Чемпіонство і капітанська пов'язка

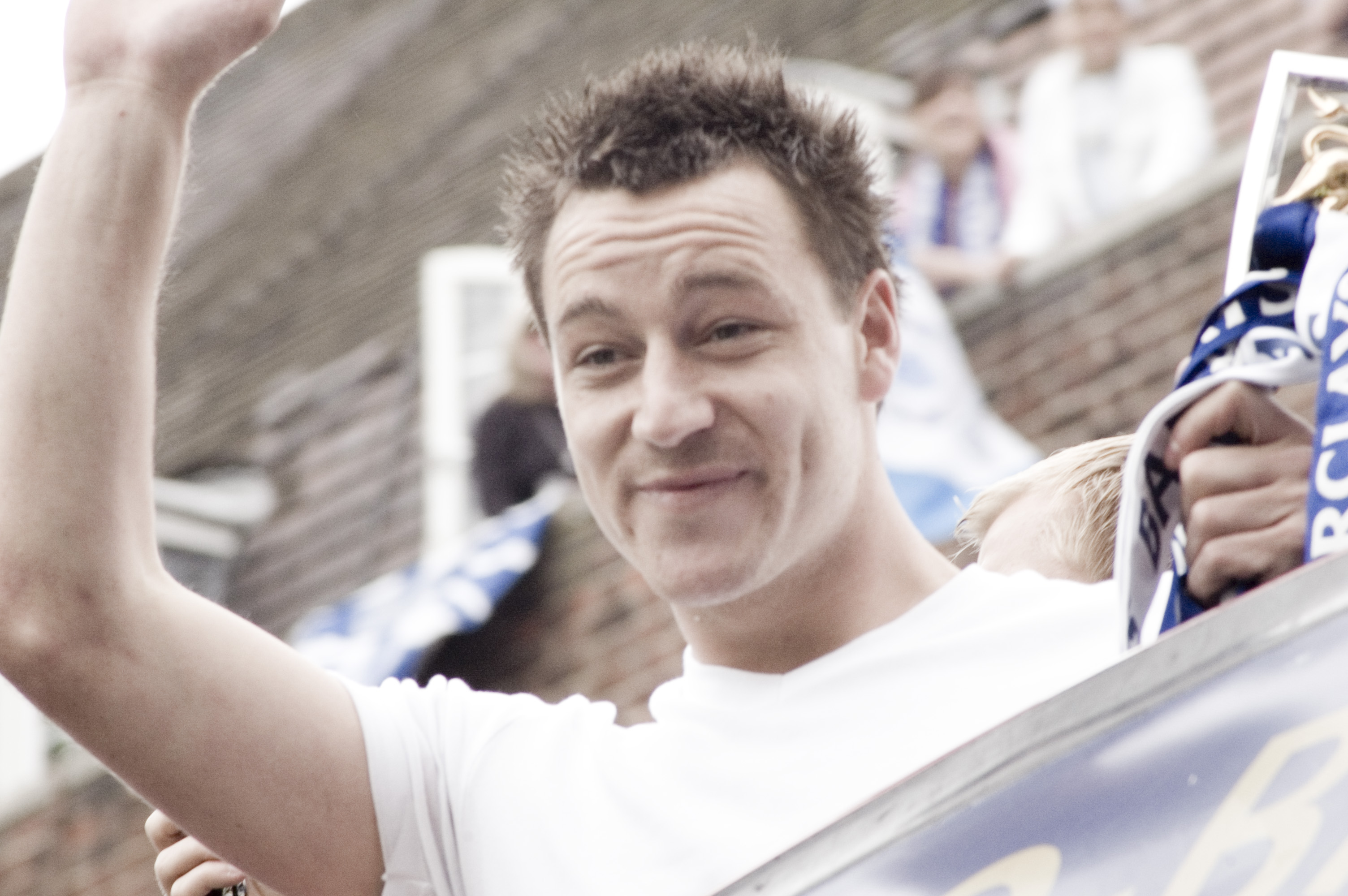
Джон Террі святкує перемогу в чемпіонаті Англії 2005/06

Після того як з команди пішов Марсель Десаї новий тренер «Челсі» Жозе Моурінью призначив Террі новим капітаном. Джон недовго хвилювався з поводу відходу давнього партнера по обороні, сформувавши дует захисників з Вільямом Галласом. Цей вибір став доленосним в сезоні 2004/05 років, коли «Челсі», переписавши по дорозі декілька рекордів Прем'єр-ліги (найбільша кількість матчів «на нуль» і найбільша кількість набраних очок), виграв чемпіонський титул. Террі в цьому сезоні удостоївся нагороди як «Найкращий гравець року за версією Асоціації професійних футболістів», забив 8 голів, включаючи переможний гол в 1/8 фіналу Ліги чемпіонів, у матчі з «Барселоною». Також його визнали найкращим захисником Ліги чемпіонів.
У вересні він увійшов до символічної збірної світу за версією Міжнародної Асоціації професійних футболістів. Ця команда була обрана шляхом голосування професійних футболістів більше ніж 40 країн. У наступному сезоні «Челсі» захистив свій чемпіонський титул, набравши в чемпіонаті 91 очко і достроково завоював титул у матчі з «Манчестер Юнайтед», розгромивши його 3:0.

#### Останні сезони

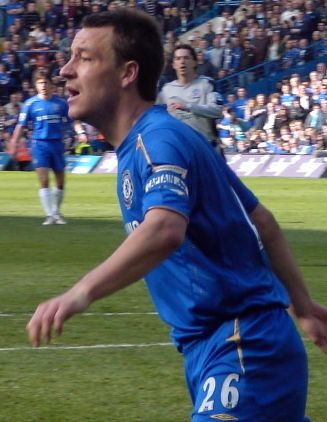
Террі в грі за «Челсі» у 2006 році

У матчі з «Редінгом» 14 жовтня 2006 року Террі довелося встати у ворота, коли обидва голкіпера «Челсі», Петр Чех і Карло Кудічіні, отримали травми під час гри. Він одягнув на себе футболку під номером 40, що належить третій воротареві «Челсі» Енріке Іларіу. Попри те, що гра тривала ще трохи більше хвилини, Террі встиг відбити вільний удар. «Челсі» зберіг перевагу в один м'яч і виграв зустріч.
У матчі з «Тоттенхемом» 5 листопада 2006 року, Тері був вперше в кар'єрі за «Челсі» вилучений з поля. Він отримав дві жовті картки у матчі, в якому «Челсі» вперше з 1987 року програв на стадіоні «Тоттенхема» «Вайт Харт Лейн». Після матчу Террі дозволив собі ряд критичних висловлювань на адресу арбітра матчу Грема Полла, за що був оштрафований Англійської федерацією футболу на 10 тисяч фунтів.
У сезоні 2006/07 Террі пропустив кілька матчів через постійні болі у спині. Після нічиєї з «Редінгом» Жозе Моурінью зізнався, що капітану його команди може знадобитися хірургічне втручання. В іграх, що він пропустив через травму, «Челсі» пропустив шість м'ячів. 28 грудня в офіційному прес-релізі, випущеному «Челсі», говорилося наступне: «Операція з видалення поперекового міжхребцевого диска пройшла успішно». Незважаючи на очікуване повернення Террі на поле в матчі проти «Вігана», він пропустив цей матч знову ж таки через проблеми зі спиною. Перший вихід на поле після травми відбувся 3 лютого 2007 року в матчі з «Чарльтоном». Повний матч в основному складі вперше за три місяці він зіграв з «Міддлсбро» під овації уболівальників «Челсі».
У гостьовому матчі 1/8 Ліги Чемпіонів УЄФА з «Порту» він заробив ще одну травму, цього разу щиколотки, і за прогнозами лікарів повинен був пропустити фінальний матч Кубка англійської ліги, проте зумів відновитися і вийти на поле в цьому матчі. У другому таймі при подачі кутового, він, намагаючись зіграти головою в падінні, отримав удар по голові від захисника «Арсеналу» Абу Діабі, який намагаючись винести м'яч ногою, потрапив Джону точно в обличчя. Кілька хвилин Террі був у непритомності. Його винесли з поля на носилках і негайно відвезли в університетський госпіталь Уельсу, де він пройшов курс лікування. Террі вийшов з лікарні в той же день і приєднався до святкування «Челсі» з приводу виграного трофея (результат матчу 2:1). Єдиний спогад про другому таймі — це те, як він виходив на поле, але останні 10 хвилин перед травмою він не пам'ятав зовсім. Через два тижні, він вже вийшов на поле в матчі з «Блекберном». Він допоміг «Челсі» вийти в півфінал Ліги чемпіонів УЄФА, вже третій за останні чотири роки.
У травні 2007 року Террі був капітаном «Челсі» у переможному фінальному матчі Кубка Англії (1:0) з «Манчестер Юнайтед». Це був перший фінал на новому стадіоні «Вемблі».
Попри те, що Джону і клубу не вдалося домовитися про укладення нового контракту відразу після сезону 2006/07 року, Террі не раз запевняв, що не збирається залишати клуб. В кінці липня він підписав новий п'ятирічний контракт з базовою зарплатою £ 131,000 контракт з імовірною зарплатою від 131 до 135 тисяч фунтів на тиждень. Цей контракт зробив його самим високооплачуваним гравцем у Прем'єр-лізі. Контракт його партнера по команді Френка Лемпарда, підписаний у серпні 2008 року, дозволив йому з 151 тис. фунтів на тиждень потіснити Джона з першого місця по заробітку.
16 грудня 2007 року під час гри з «Арсеналом» на ногу Террі, який намагався винести м'яч, став гравець «Арсеналу» Еммануель Ебуе, зламавши Джону 3 кістки в ступні. Передбачалося, що Джон пропустить близько трьох місяців, але, в черговий раз швидко відновившись, він зумів вийти на поле у фінальному матчі Кубка англійської ліги, який «Челсі» програв 1:2.
11 травня під час останньої зустрічі чемпіонату Англії з «Болтоном», Террі зіткнувся з Петром Чехом і отримав вивих коліна, яке було йому вправлено по дорозі в лікарню. Це пошкодження не завадило йому зіграти в фіналі Ліги чемпіонів УЄФА проти «Манчестер Юнайтед». Доля матчу вирішувалася в серії пенальті, і Террі схибив з точки у вирішальний момент, якби він забив, то «Челсі» б виграв кубок. При ударі його опорна нога «поїхала» на мокрому газоні, і м'яч після удару зачепив по зовнішній стороні праву штангу і пішов в аут. «Челсі» програв матч у серії пенальті 6:5, і Террі після гри не міг стримати сліз.
28 серпня 2008 року Террі отримав нагороду Найкращий захисник Ліги чемпіонів УЄФА, яка була йому надана на церемонії жеребкування групового етапу чергового розіграшу Ліги чемпіонів. Його партнери по команді Френк Лемпард і Петр Чех також завоювали аналогічні призи у своїх номінаціях.
13 вересня 2008 року Террі вперше був видалений з поля відразу червоною карткою (а не за дві жовті) за «регбійну» атаку на форварда «Манчестер Сіті» Жо. Однак клуб подав апеляцію на це рішення арбітра, і картка була анульована.
У травні 2009 року з'явилася інформація про те, що «Манчестер Сіті» хоче придбати Джона Террі за £ 20 млн. Пізніше під час зустрічі виконавчих директорів «Челсі» і «Манчестер Сіті» Пітера Кеньона і Гаррі Кука представник «містян» зробив повторну пропозицію про придбання захисника Джона Террі. Як і в січні цього року, «Сіті» висловив готовність заплатити за футболіста £ 30 млн. Однак «Челсі» відповів відмовою. В кінці серпня Джей Ті продовжив угоду з «Челсі» до 2014 року.

## Кар'єра в збірній

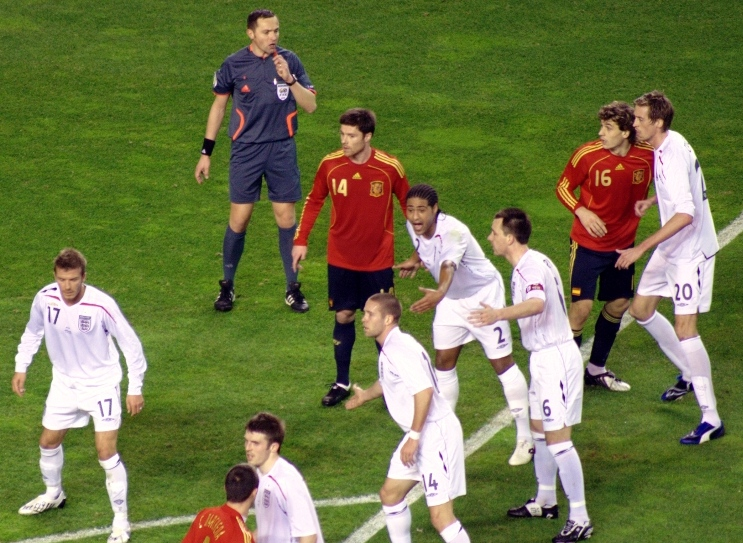
Террі в товариському матчі проти збірної Іспанії 11 лютого 2009 року

Террі дебютував у ролі капітана національної збірної Англії, очолюваної на той час Свеном-Йораном Еріксоном, в червні 2003 року проти збірної Сербії і Чорногорії. Джон грав за свою країну на Євро-2004, коли тренер збірної Англії віддав перевагу Джону замість основного кандидата на місце центрального захисника — Сола Кемпбелла.

## Досягнення
- Чемпіонат Англії
  - Чемпіон:2004-05, 2005-06, 2009-10, 2014-15, 2016–17

- Кубок Англії
  - Володар: 1999-00, 2006-07, 2008-09, 2009-10, 2011-12

- Кубок Ліги
  - Володар: 2004-05, 2006-07, 2014-15

- Суперкубок Англії
  - Володар: 2005, 2009

- Ліга чемпіонів УЄФА
  - Володар: 2011-12

- Ліга Європи УЄФА
  - Володар: 2012-13